# Allan Norblad
Allan Torsten Norblad, född 22 december 1872 i Uppsala, död 7 januari 1921 i Stockholm, var en svensk konstnär och restauratör. Han var brorson till kemisten Jacob August Norblad och gifte sig 1911 med skådespelerskan Tyra Zanderholm. 
Norblad studerade i Stockholm vid Tekniska skolan och därefter i Berlin och München. Han var en tid framåt i Stockholm medarbetare åt arkitekten Agi Lindegren samt arbetade som restauratör och dekoratör för bland annat Sankt Petri kyrka i Malmö och Kalmar och Strängnäs domkyrkor samt rådhusen i Landskrona och Karlskrona. Ett av de största restaureringsföretagen i sitt slag var Norblads arbete för Sankt Göransgruppen i Stockholms storkyrka från 1914. Norblad utförde under sin studietid i München 1896 freskomålningar i Justitiepalatset där.  Norblad är begravd på Norra begravningsplatsen utanför Stockholm.